# Tighten Up (песня The Black Keys)
Tighten Up - песня американской блюз-рок-группы The Black Keys с их альбома Brothers. Была выпущена 23 апреля 2010 года. Первая песня группы, вошедшая в чарт Billboard Hot 100. Единственная песня альбома, которую продюсировал Danger Mouse. На обратной стороне сингла помещена песня "Howlin' for You". Обложка сингла выдержана в стиле обложки альбома Brothers.

## Содержание сингла
Все песни записаны группой The Black Keys.
1. "Tighten Up" – 3:30
2. "Howlin' for You" – 3:11[1]

## Участники записи
- Дэн Ауэрбах — вокал, гитара
- Патрик Карни — ударные, перкуссия

## Позиции в чартах
| Чарт (2010)                                | Высшая позиция |
| ------------------------------------------ | -------------- |
| Бельгия/Фландрия (Ultratip Bubbling Under) | 17             |
| Канада (Billboard Canadian Hot 100)        | 57             |
| Канада (Billboard Rock)                    | 2              |
| Дания (Tracklisten Airplay)                | 4              |
| США (Billboard Hot 100)                    | 87             |
| США (Billboard Adult Alternative Songs)    | 12             |
| США (Billboard Alternative Airplay)        | 1              |
| US Rock Songs (Billboard)                  | 1              |

## Использование песни
Песня входит в саундтрек к играм FIFA 11, Rocksmith и Guitar Hero Live, а также ко многим фильмам, например, "Я - четвертый" и "Очень плохая училка".
Фигурирует в рекламных роликах Subaru и Molson Brewery.